# خلنج عقربي
خلنج عقربي أو شنطف (الاسم العلمي:Erica scoparia) هو نوع من النباتات يتبع جنس الخلنج من الفصيلة الخلنجية.